# マーカス・エリクソン
マーカス・トールビヨン・エリクソン（Marcus Thorbjörn  Ericsson, 1990年9月2日 - ）はスウェーデン・エレブルー県クムラ出身のレーシングドライバー。

## 経歴

### カート
9歳の時にカートを始める。フレドリック・エクブロムの目にとまり、彼がエリクソンのカート購入やその後4年のカートのキャリアの便宜を図った。
エクブロムはエリクソンをFortec Motorsportのリチャード・ダットンに紹介した。
2006年から、1999年インディ500優勝者でありチャンプカーのトップドライバーであったケニー・ブラックのマネージメントを受けることになる。

### フォーミュラBMW
ケニー・ブラックがエリクソンをリチャード・ダットンに紹介。2007年、Fortec MotorsportからフォーミュラBMW UKシーズンに参戦した。エリクソンはシーズン開幕前には「8位グリッドからスタートして表彰台を狙うくらい」が現実的であると考えていたが、この予想よりも早く第1戦のブランズハッチ戦で初勝利をあげる。このレースではレース1で3位を獲得、レース2ではポールポジションから優勝した。
この優勝で、ケニー・ブラックは「今まで見た若いドライバーの中で一番の才能だ」とエリクソンを評した。
この年はシーズンを通してチェコのヨゼフ・クラールやイギリスのヘンリー・アランデルとタイトルを争ったが、最終的にエリクソンがクラールを40ポイントリードして最後のイギリスフォーミュラBMWのチャンピオンに輝いた(次年度からドイツシリーズと統合されてヨーロピアンフォーミュラBMW選手権となったため)。

### F3
2008年に向けてF3のシートを探し、F-BMWでタイトル獲得したことが有利に働きイギリスF3選手権に参戦するライコネン・ロバートソン・レーシング(ダブルRレーシング)からテストに招聘された。
その後、フォーミュラ3ユーロシリーズの先駆けである ASMフォーミュラ3(現在のARTグランプリ)からもテストに呼ばれたが、このフランスのチームには加入せずイギリスに残り、F-BMWで所属していたFortec MotorsportのF3チームに加入することとなった。この年は、ポールポジション1回と3回の表彰台、1勝を挙げシリーズランキング5位を獲得した。
同年の冬、日本のTOM'Sチームからのオファーを受けて2009年の全日本F3選手権にフル参戦する契約を交わす。これはマカオグランプリで優勝するための経験を積むためであった。エリクソンは2009年の全日本F3選手権を全16戦中優勝5回・ポールポジション6回・ファステストラップ獲得9回の成績でシリーズチャンピオンを獲得。ゲストとして参戦したイギリスF3でも勝利した。マカオグランプリではポールポジションを獲得するが、メインレースでは4位となり表彰台を逃した。

### GP2
2009-2010 GP2アジアシリーズにARTグランプリから参戦。その後、スーパーノヴァ・レーシングにて 2010年GP2シリーズに参戦することとなった。しかし、最終2戦ではジェイク・ローゼンツァイクにシートに奪われた。
2010年はスーパーノヴァ・レーシングのドライバーに復帰しGP2シリーズを戦うことになった。チームメイトはヨゼフ・クラール(後にルカ・フィリッピに交代)。第4戦バレンシアのレース2でシーズン初優勝をあげる。しかし、ポイント獲得が3戦のみと不安定であったため、ドライバーチャンピオンシップで17位となった。
2011年はiスポーツ・インターナショナルチームに移籍。チームメイトはサム・バード。2011年のGP2アジアシリーズでは6位、2011年のGP2シリーズでは10位となった。
2012年はiスポーツ・インターナショナルチームに残留。チームメイトはジョリオン・パーマー。シーズン序盤は低迷したが、第10戦ベルギーのレース1で優勝。その後のシーズン終盤5戦で全てポイントを獲得し、ドライバーチャンピオンシップ8位となった。

## F1
F1初ドライブは2009年12月1日-3日にヘレス・サーキットにて開催されたヤングドライバーテストにて、同年のF1チャンピオンマシンであるブラウンGPの「BGP001」をドライブ。もう一人はインディカードライバーのマイク・コンウェイ。すでにF1テスト走行の経験を持っていたコンウェイの方が0.3秒速いタイムを記録したが、チーム代表のロス・ブラウンはエリクソンのパフォーマンスを「とてもよいパフォーマンスで彼のアプローチとフィードバックもとても優秀である」と評した。

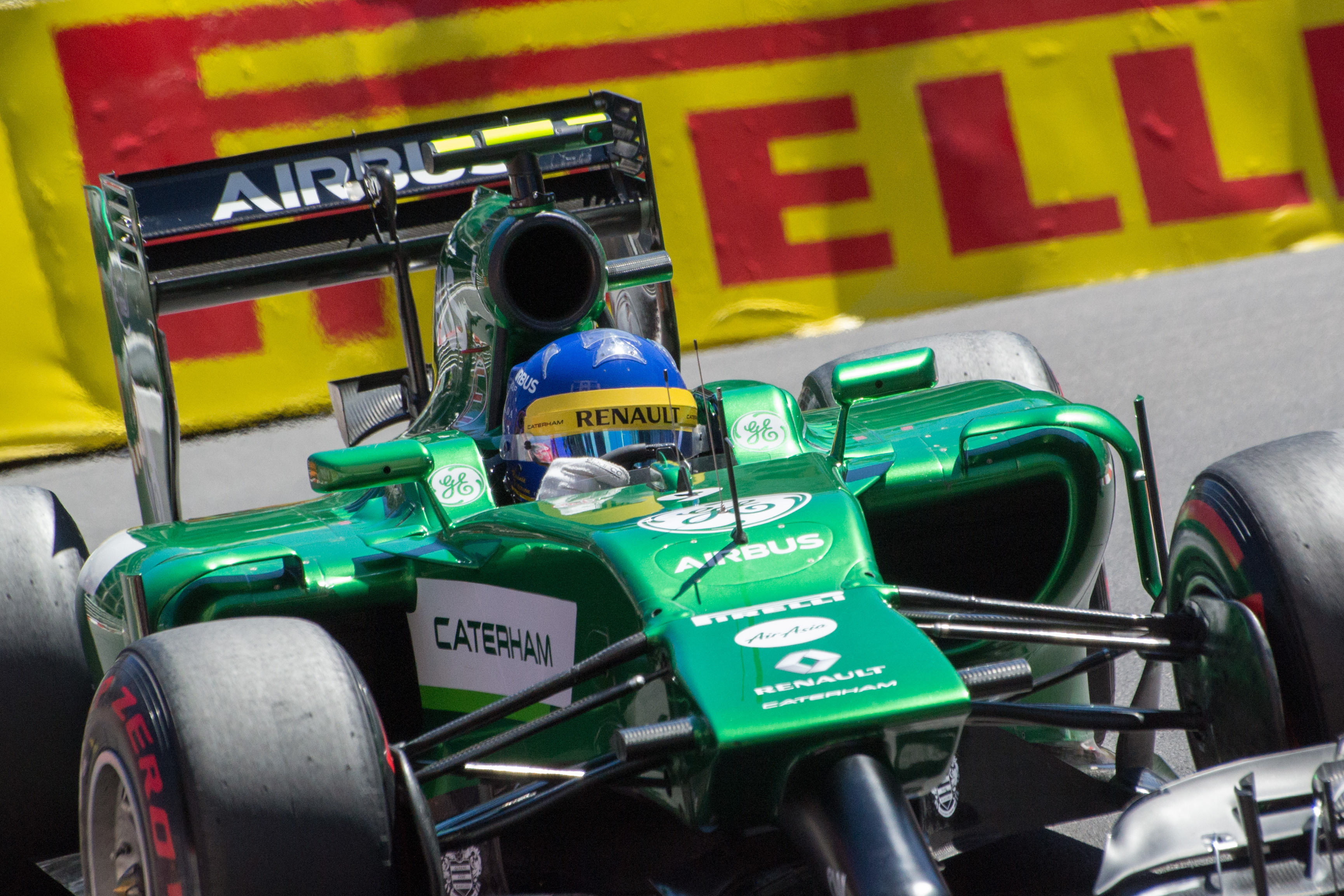
ケータハム・CT05を駆るエリクソン。（写真は2014年モナコGP）

### 2014年
2014年1月21日、ケータハムF1チームとの契約締結を発表した。チームメイトは2012年までザウバーのドライバーだった小林可夢偉。また、ステファン・ヨハンソン以来となる23年ぶりのスウェーデン人F1ドライバーの参戦となった。第6戦モナコGPでは同胞のレジェンドドライバーであるロニー・ピーターソンと同じカラーリングのスペシャルヘルメットで参戦し敬意を表した。シーズン終盤、チームが第16戦ロシアGPを最後に財政難から参戦を断念することになり、シーズン終了を待たずにケータハムとの契約を自ら解除。最終戦でチームが復活した際にはウィル・スティーブンスが代わりに出走した。決勝最高位はモナコでの11位。

### 2015年
ザウバーに移籍し、F1参戦としては2年目であり、自身としては今季が初のフル参戦となった。チームメイトはF1新人となるフェリペ・ナスル。開幕戦オーストラリアGPで自己最高成績である8位で完走しF1初ポイントを獲得したのを皮切りに、5レースで入賞圏内に食い込むなど安定感は増し、シーズン中盤7月の段階でザウバーチームから翌2016年も同じドライバー体制を継続することも発表された。
ただし個人ランキングで中堅チーム所属者を抑えたナスルとは対照的に、エリクソンはポイントを獲得できたドライバーの中では最下位となるシリーズランキング18位に甘んじた。

### 2016年
ザウバーでの2年目となるが、チームの深刻な財政難が表面化。ニューマシンの開発も遅れたため2月のシーズン開幕前テストで唯一前年用マシンでの参加チームとなるなど厳しい戦いとなった。財政難により7月にはエリクソンと関係が深いロングボウ・ファイナンスS.A.がザウバーチームを買収している。それでも、第19戦メキシコGPでは1周目に接触によるアクシデントを受け、そのあと交換したタイヤで残り70周を最後まで走りきり、ポイントまであと一歩の11位に入る活躍を見せ、他のレースでもチームメイトのナスルより前でゴールした事が多かったため、ランキングでは一時は最下位を回避していた。だが、ブラジルGPでチームメイトのナスルが9位入賞を果たし、ランキングで遅れをとることとなった。最終的にノーポイントでシーズンを終え、同じくノーポイントだったエステバン・グティエレスと最高順位11位の回数の関係でフル参戦をしたドライバーの中では最下位でシーズンを終えた。

### 2017年
ポイントを挙げたナッセはチームの残留を果たせなかったが、2016年11月、エリクソンのザウバー残留は早々と発表された。
チームメイトはマノーから移籍したパスカル・ウェーレイン。
マノーの撤退に伴いザウバーのポジションも相対的に下がり、シーズンを通して最後方へ沈む苦しいシーズンとなった。ウェーレインが2度入賞を決めたのに対し自身は結果を出せず、ドライバーズランキングは数戦欠場した4人を下回る20位、フル参戦したドライバーの中では3年連続最下位かつ唯一のノーポイントでシーズンを終えた。

### 2018年
チームメイトはシャルル・ルクレール。前年に比べてマシンの性能は向上し、第2戦バーレーンにて、1ストップ戦略を成功させ3年ぶりとなる9位入賞を果たし、3年連続ノーポイントは免れた。
序盤はルクレールに勝っていたが、彼がマシン性能を熟知し始めると第4戦アゼルバイジャンで6位入賞した時点でポイント面で逆転。今まではマシンの性能不足や2018年イタリアグランプリのフリー走行でのDRSの故障による大クラッシュのように、本人以外の要因で苦戦した面もあったが、この年はそれがなく、現にルクレールが第4戦をきっかけにQ3進出や下位ながらも入賞を度々果たしているのに対し、自身の予選および決勝の成績は敗北。幾度か入賞はしているものの、入賞圏内争いができない展開が目立っている。
そんな中、6月にザウバーのオーナー権がエリクソンと関係が深いロングボウ・ファイナンスからイスレロ・インベストメント（Islero Investments）に移った事や、キミ・ライコネンがザウバーに移籍する事となり遂にシート喪失という噂が流れ始める。そして、ロシアGP前にザウバーはフェラーリ育成ドライバーであるアントニオ・ジョビナッツィを2019年のドライバーとして契約したことを発表。これにより、2018年いっぱいでシート喪失となるが、2019年は同チームのリザーブドライバー兼ブランドアンバサダーとして籍を置く。

### 2019年
アルファロメオ・レーシング（ザウバーから改名）のリザーブドライバーとして、7月2日にレッドブル・リンクで行われたピレリのタイヤテストに参加。アルファロメオ・C38をドライブした。同年8月には、キミ・ライコネンが肉離れを起こしたため、インディカー第16戦を欠場してポートランド第13戦ベルギーGPに駆け付けることとなったが、キミ・ライコネンはドライブが可能な状態であったため、レースウィーク中にエリクソンがステアリングを握る機会は無かった。

## インディカー・シリーズ

### 2019年
昨年10月31日、「シュミット・ピーターソン・モータースポーツ」と契約し、2019年シーズンから米国のインディカー・シリーズに参戦を開始。6月のデトロイトGPでは2位に入選し、初の表彰台に登った。シーズンの最終成績は総合17位、内トップ10入りは3回に終わっている。
10月、米国の強豪チーム「チップ・ガナッシ・レーシング」への移籍を発表し、来期もインディカー・シリーズの参戦を継続する。

### 2021年
第7戦でついに初優勝を飾った。

### 2022年
インディ500で初優勝。

## エピソード
- 2015年のザウバーのシート獲得はナスルと同様に持参金を持ち込んだ結果であり、いわゆるペイドライバーであった。実際2016年の成績の段階でチームから放出されてもおかしくなかったが[23]、当時のザウバーは資金難であったため、ドライバーの持参金が重要視され、この年から新オーナーとの関係やそれに伴う莫大なスポンサーマネー[24]のおかげで自身は2017年も残留[25]。資金難が解消された2018年はチームの判断でシートを確保できたが、2019年はシート喪失という結果となった。
- 同じスウェーデン出身で同世代のフェリックス・ローゼンクヴィストは、エリクソンが多額のスポンサーマネーでF1へ参戦していたのに対し自身はスポンサーが少なく参戦が叶わないでいることについて複雑な思いを抱いていた[26]。ローゼンクヴィストも2019年からインディカーに参戦[27]。2020年からはチームメイトとなる[19]。
- ザウバーには2015年から2018年まで4年連続フル参戦しているが、これはザウバーの歴史において連続で参戦するドライバーとして唯一かつ最も長い記録である。
- 全日本F3参戦時に多少の日本語を理解したようで、本人自ら日本語で挨拶する姿を確認できる[28][29]。
- 2014年の日本GPで開かれたサイン会にて、『マーカス・エリクソン』と日本語で書かれたボードの文字をチームメイトの小林可夢偉により一部を黒線で消され、『－－カス・－－クソン』と書き換えられるいたずらを受けた[30]が、可夢偉との仲は良かった[31]。
- ザウバーF1チームで2年間チームメイトだったフェリペ・ナスルとはGP2時代に確執があった。2016年モナコGPでは決勝レース中にチームメイト同士での接触事故を起こしダブルリタイアも発生した[32]。
- シーズン全戦に参戦していない2014年を除き、フル参戦した2015年から2017年の3シーズンの成績は、「フル参戦ドライバーの中ではドライバーズランキング最下位」という不名誉な記録を残していた[33]。2018年シーズンは欠場者やスポット参戦者がおらずエントリーした全員がフル参戦した一方で、自身は久々に複数回の入賞を達成。ランキングは17位と4シーズン連続最下位を免れ汚名返上を果たした。
- 2019年のインディ500においてピットロードに入った直後にスピンし壁に激突した。

## レース戦績

### 略歴
| 年      | シリーズ                                   | チーム                                             | レース             | 勝利               | PP                 | FL                 | 表彰台             | ポイント           | 順位               |
| ------- | ------------------------------------------ | -------------------------------------------------- | ------------------ | ------------------ | ------------------ | ------------------ | ------------------ | ------------------ | ------------------ |
| 2007    | フォーミュラ・BMW UK                       | フォーテック・モータースポーツ                     | 18                 | 7                  | 11                 | 6                  | 13                 | 676                | 1位                |
| 2008    | イギリス・フォーミュラ3選手権              | フォーテック・モータースポーツ                     | 20                 | 2                  | 1                  | 0                  | 3                  | 65                 | 5位                |
| 2008    | マカオグランプリ                           | カーリン・モータースポーツ                         | 1                  | 0                  | 0                  | 0                  | 0                  | N/A                | NC                 |
| 2009    | イギリス・フォーミュラ3選手権              | ライコネン・ロバートソン・レーシング               | 6                  | 2                  | 1                  | 0                  | 3                  | 65                 | 11位               |
| 2009    | 全日本・フォーミュラ3                      | TOM'S                                              | 16                 | 5                  | 5                  | 9                  | 11                 | 112                | 1位                |
| 2009    | マカオグランプリ                           | TOM'S                                              | 1                  | 0                  | 1                  | 0                  | 0                  | N/A                | 4位                |
| 2009-10 | GP2アジアシリーズ                          | ARTグランプリ                                      | 4                  | 0                  | 0                  | 0                  | 0                  | 0                  | 24位               |
| 2009-10 | GP2アジアシリーズ                          | スーパーノヴァ・レーシング                         | 4                  | 0                  | 0                  | 0                  | 0                  | 0                  | 24位               |
| 2010    | GP2シリーズ                                | 20                                                 | 1                  | 0                  | 0                  | 1                  | 11                 | 17位               |                    |
| 2011    | GP2シリーズ                                | iスポーツ・インターナショナル                      | 18                 | 0                  | 0                  | 0                  | 2                  | 25                 | 10位               |
| 2011    | GP2アジアシリーズ                          | iスポーツ・インターナショナル                      | 4                  | 0                  | 0                  | 0                  | 1                  | 9                  | 6位                |
| 2011    | GP2ファイナル                              | iスポーツ・インターナショナル                      | 2                  | 0                  | 0                  | 0                  | 1                  | 10                 | 2位                |
| 2012    | GP2シリーズ                                | iスポーツ・インターナショナル                      | 24                 | 1                  | 0                  | 1                  | 5                  | 124                | 8位                |
| 2013    | GP2シリーズ                                | DAMS                                               | 22                 | 1                  | 2                  | 3                  | 5                  | 121                | 6位                |
| 2014    | フォーミュラ1                              | ケータハムF1チーム                                 | 16                 | 0                  | 0                  | 0                  | 0                  | 0                  | 19位               |
| 2015    | フォーミュラ1                              | ザウバーF1チーム                                   | 19                 | 0                  | 0                  | 0                  | 0                  | 9                  | 18位               |
| 2016    | フォーミュラ1                              | ザウバーF1チーム                                   | 21                 | 0                  | 0                  | 0                  | 0                  | 0                  | 22位               |
| 2017    | フォーミュラ1                              | ザウバーF1チーム                                   | 20                 | 0                  | 0                  | 0                  | 0                  | 0                  | 20位               |
| 2018    | フォーミュラ1                              | アルファロメオ・ザウバーF1チーム                   | 21                 | 0                  | 0                  | 0                  | 0                  | 9                  | 17位               |
| 2019    | インディカー・シリーズ                     | アロー・シュミット・ピーターソン・モータースポーツ | 21                 | 0                  | 0                  | 0                  | 0                  | 9                  | 17位               |
| 2019    | フォーミュラ1                              | アルファロメオ・レーシング                         | リザーブドライバー | リザーブドライバー | リザーブドライバー | リザーブドライバー | リザーブドライバー | リザーブドライバー | リザーブドライバー |
| 2020    | インディカー・シリーズ                     | チップ・ガナッシ・レーシング                       | 14                 | 0                  | 0                  | 1                  | 0                  | 291                | 12位               |
| 2021    | インディカー・シリーズ                     | チップ・ガナッシ・レーシング                       | 16                 | 2                  | 0                  | 1                  | 3                  | 435                | 6位                |
| 2022    | インディカー・シリーズ                     | チップ・ガナッシ・レーシング                       | 17                 | 1                  | 0                  | 1                  | 3                  | 506                | 6th                |
| 2022    | IMSA スポーツカー選手権 - DPi              | キャデラック・レーシング                           | 1                  | 0                  | 0                  | 0                  | 0                  | 275                | 23位               |
| 2022    | ポルシェ・カレーラ・カップ・スカンジナビア | ポルシェ・エクスペリエンス・レーシング             | 2                  | 0                  | 0                  | 1                  | 0                  | 21                 | 18位               |
| 2023    | インディカー・シリーズ                     | チップ・ガナッシ・レーシング                       | 17                 | 1                  | 0                  | 0                  | 3                  | 438                | 6位                |
| 2023    | ポルシェ・カレーラ・カップ・スカンジナビア | ポルシェ・エクスペリエンス・レーシング             | 2                  | 0                  | 0                  | 0                  | 0                  | 14                 | 22位               |
| 2024    | インディカー・シリーズ                     | アンドレッティ・グローバル                         |                    |                    |                    |                    |                    |                    |                    |

- * : 今シーズンの順位。（現時点）

### イギリス・フォーミュラ3選手権
| 年     | チーム                               | エンジン   | 1       | 2     | 3       | 4         | 5       | 6       | 7       | 8        | 9       | 10      | 11      | 12        | 13      | 14        | 15      | 16      | 17      | 18    | 19       | 20       | 21      | 22      | 順位 | ポイント |
| ------ | ------------------------------------ | ---------- | ------- | ----- | ------- | --------- | ------- | ------- | ------- | -------- | ------- | ------- | ------- | --------- | ------- | --------- | ------- | ------- | ------- | ----- | -------- | -------- | ------- | ------- | ---- | -------- |
| 2008年 | フォーテック・モータースポーツ       | メルセデス | OUL 1 6 | OUL 2 | CRO 1 5 | CRO 2 Ret | MNZ 1 7 | MNZ 2 7 | ROC 1 2 | ROC 2 10 | SNE 1 6 | SNE 2 8 | THR 1 2 | THR 2 Ret | BRH 1 5 | BRH 2 Ret | SPA 1 7 | SPA 1 5 | SIL 1 3 | SIL 2 | BUC 1 11 | BUC 2 12 | DON 1 8 | DON 2 7 | 5位  | 141      |
| 2009年 | ライコネン・ロバートソン・レーシング | メルセデス | OUL 1   | OUL 2 | SIL 1   | SIL 2     | ROC 1 2 | ROC 2 1 | HOC 1   | HOC 2 4  | SNE 1   | SNE 2   | DON 1   | DON 2     | SPA 1   | SPA 1     | SIL 1   | SIL 2   | ALG 1   | ALG 2 | BRH 1 4* | BRH 2 3* |         |         | 11位 | 65       |

- 太字はポールポジション、斜字はファステストラップ。(key)
- * : ゲストドライバーとしての出走であるため、ポイントは加算されない。

### 全日本フォーミュラ3選手権
| 年     | チーム              | エンジン | 1       | 2       | 3        | 4        | 5     | 6     | 7       | 8       | 9       | 10      | 11    | 12      | 13      | 14      | 15      | 16      | 順位 | ポイント |
| ------ | ------------------- | -------- | ------- | ------- | -------- | -------- | ----- | ----- | ------- | ------- | ------- | ------- | ----- | ------- | ------- | ------- | ------- | ------- | ---- | -------- |
| 2009年 | PETRONAS TEAM TOM'S | トヨタ   | FSW 1 2 | FSW 2 3 | OKA 1 10 | OKA 2 10 | SUZ 1 | SUZ 2 | FSW 1 2 | FSW 2 1 | SUZ 1 5 | SUZ 2 1 | TRM 1 | TRM 2 5 | AUT 1 2 | AUT 2 6 | SUG 1 2 | SUG 2 1 | 1位  | 112      |

- 太字はポールポジション、斜字はファステストラップ。(key)

### GP2シリーズ
| 年     | エントラント                  | 1           | 2           | 3           | 4           | 5           | 6           | 7           | 8          | 9          | 10         | 11        | 12          | 13         | 14         | 15          | 16         | 17          | 18          | 19         | 20          | 21        | 22        | 23        | 24        | DC   | ポイント |
| ------ | ----------------------------- | ----------- | ----------- | ----------- | ----------- | ----------- | ----------- | ----------- | ---------- | ---------- | ---------- | --------- | ----------- | ---------- | ---------- | ----------- | ---------- | ----------- | ----------- | ---------- | ----------- | --------- | --------- | --------- | --------- | ---- | -------- |
| 2010年 | スーパーノヴァ・レーシング    | CAT FEA 11  | CAT SPR Ret | MON FEA 12  | MON SPR 9   | IST FEA Ret | IST SPR Ret | VAL FEA 7   | VAL SPR 1  | SIL FEA 12 | SIL SPR 18 | HOC FEA 6 | HOC SPR Ret | HUN FEA 12 | HUN SPR 10 | SPA FEA 13  | SPA SPR 7  | MNZ FEA Ret | MNZ SPR 11  | YMC FEA 11 | YMC SPR Ret |           |           |           |           | 17位 | 11       |
| 2011年 | iスポーツ・インターナショナル | IST FEA 9   | IST SPR 8   | CAT FEA 5   | CAT SPR 3   | MON FEA Ret | MON SPR Ret | VAL FEA Ret | VAL SPR 11 | SIL FEA 3  | SIL SPR 4  | NÜR FEA 5 | NÜR SPR 16  | HUN FEA 5  | HUN SPR 16 | SPA FEA Ret | SPA SPR 12 | MNZ FEA 14  | MNZ SPR 8   |            |             |           |           |           |           | 10位 | 25       |
| 2012年 | iスポーツ・インターナショナル | SEP FEA 13  | SEP SPR Ret | BHR1 FEA 13 | BHR1 SPR 16 | BHR2 FEA 7  | BHR2 SPR 7  | CAT FEA 13  | CAT SPR 22 | MON FEA 2  | MON SPR 4  | VAL FEA 2 | VAL SPR Ret | SIL FEA 21 | SIL SPR 7  | HOC FEA 11  | HOC SPR 15 | HUN FEA 18  | HUN SPR Ret | SPA FEA 1  | SPA SPR 4   | MNZ FEA 3 | MNZ SPR 7 | MRN FEA 7 | MRN SPR 2 | 8位  | 124      |
| 2013年 | DAMS                          | SEP FEA Ret | SEP SPR 13  | BHR FEA 13  | BHR SPR Ret | CAT FEA Ret | CAT SPR 20  | MON FEA Ret | MON SPR 18 | SIL FEA 11 | SIL SPR 8  | NÜR FEA 1 | NÜR SPR 13  | HUN FEA 2  | HUN SPR 4  | SPA FEA 2   | SPA SPR 15 | MNZ FEA Ret | MNZ SPR 23  | MRN FEA 7  | MRN SPR 2   | YMC FEA 3 | YMC SPR 6 |           |           | 6位  | 121      |

- 太字はポールポジション、斜字はファステストラップ。(key)

#### GP2アジアシリーズ
| 年        | エントラント                  | 1           | 2           | 3           | 4           | 5        | 6        | 7        | 8        | DC   | ポイント |
| --------- | ----------------------------- | ----------- | ----------- | ----------- | ----------- | -------- | -------- | -------- | -------- | ---- | -------- |
| 2009-10年 | ARTグランプリ                 | YMC1 FEA 11 | YMC1 SPR 12 |             |             |          |          |          |          | 24位 | 0        |
| 2009-10年 | スーパーノヴァ・レーシング    |             |             | YMC2 FEA 17 | YMC2 SPR 12 | BHR1 FEA | BHR1 SPR | BHR2 FEA | BHR2 SPR | 24位 | 0        |
| 2011年    | iスポーツ・インターナショナル | YMC FEA 4   | YMC SPR 3   | IMO FEA 10  | IMO SPR 16  |          |          |          |          | 6位  | 9位      |

(key)

### F1
| 年     | エントラント | シャシー | エンジン                       | 1       | 2       | 3       | 4      | 5      | 6       | 7       | 8      | 9       | 10      | 11      | 12     | 13      | 14      | 15      | 16      | 17     | 18      | 19     | 20      | 21      | WDC  | ポイント |
| ------ | ------------ | -------- | ------------------------------ | ------- | ------- | ------- | ------ | ------ | ------- | ------- | ------ | ------- | ------- | ------- | ------ | ------- | ------- | ------- | ------- | ------ | ------- | ------ | ------- | ------- | ---- | -------- |
| 2014年 | ケータハム   | CT05     | ルノー Energy F1-2014 1.6 V6 t | AUS Ret | MAL 14  | BHR Ret | CHN 20 | ESP 20 | MON 11  | CAN Ret | AUT 18 | GBR Ret | GER 18  | HUN Ret | BEL 17 | ITA 20  | SIN 15  | JPN 17  | RUS 19  | USA    | BRA     | ABU    |         |         | 19位 | 0        |
| 2015年 | ザウバー     | C34      | フェラーリ 060 1.6 V6 t        | AUS 8   | MAL Ret | CHN 10  | BHR 14 | ESP 14 | MON 13  | CAN 14  | AUT 13 | GBR 11  | HUN 10  | BEL 10  | ITA 9  | SIN 11  | JPN 14  | RUS Ret | USA Ret | MEX 12 | BRA 16  | ABU 14 |         |         | 18位 | 9        |
| 2016年 | ザウバー     | C35      | フェラーリ 061 1.6 V6 t        | AUS Ret | BHR 12  | CHN 16  | RUS 14 | ESP 12 | MON Ret | CAN 15  | EUR 17 | AUT 15  | GBR Ret | HUN 20  | GER 18 | BEL Ret | ITA 16  | SIN 17  | MAL 12  | JPN 15 | USA 14  | MEX 11 | BRA Ret | ABU 15  | 22位 | 0        |
| 2017年 | ザウバー     | C36      | フェラーリ 061 1.6 V6 t        | AUS Ret | CHN 15  | BHR Ret | RUS 15 | ESP 11 | MON Ret | CAN 13  | AZE 11 | AUT 15  | GBR 14  | HUN 16  | BEL 16 | ITA 18† | SIN Ret | MAL 18  | JPN Ret | USA 15 | MEX Ret | BRA 13 | ABU 17  |         | 20位 | 0        |
| 2018年 | ザウバー     | C37      | フェラーリ 062 EVO 1.6 V6 t    | AUS Ret | BHR 9   | CHN 16  | AZE 11 | ESP 13 | MON 11  | CAN 15  | FRA 13 | AUT 10  | GBR Ret | GER 9   | HUN 15 | BEL 10  | ITA 15  | SIN 11  | RUS 13  | JPN 12 | USA 10  | MEX 9  | BRA Ret | ABU Ret | 17位 | 9        |

(key)

### インディカー・シリーズ
| 年     | チーム                                             | シャシー       | エンジン | 1      | 2       | 3      | 4      | 5      | 6       | 7       | 8      | 9      | 10     | 11     | 12     | 13     | 14     | 15     | 16     | 17     | 18     | ランク | ポイント |
| ------ | -------------------------------------------------- | -------------- | -------- | ------ | ------- | ------ | ------ | ------ | ------- | ------- | ------ | ------ | ------ | ------ | ------ | ------ | ------ | ------ | ------ | ------ | ------ | ------ | -------- |
| 2019年 | アロー・シュミット・ピーターソン・モータースポーツ | ダラーラ・DW12 | ホンダ   | STP 20 | COTA 15 | ALA 7  | LBH 20 | IMS 24 | INDY 23 | DET1 13 | DET2 2 | TXS 7  | ROA 13 | TOR 20 | IOW 11 | MDO 23 | POC 12 | GTW 16 | POR    | LGA 11 |        | 17位   | 290      |
| 2020年 | チップ・ガナッシ・レーシング                       | ダラーラ・DW12 | ホンダ   | TXS 19 | IMS 6   | ROA 10 | ROA 4  | IOW 9  | IOW 9   | INDY 32 | GTW 5  | GTW 23 | MDO 15 | MDO 5  | IMS 10 | IMS 15 | STP 7  |        |        |        |        | 12位   | 291      |
| 2021年 | チップ・ガナッシ・レーシング                       | ダラーラ・DW12 | ホンダ   | ALA 8  | STP 7   | TXS 19 | TXS 12 | IMS 10 | INDY 11 | DET 1   | DET 9  | ROA 6  | MDO 2  | NSH 1  | IMS 9  | GTW 9  | POR 7  | LAG 6  | LBH 28 |        |        | 6位    | 435      |
| 2022年 | チップ・ガナッシ・レーシング                       | ダラーラ・DW12 | ホンダ   | STP 9  | TXS 3   | LBH 22 | ALA 12 | IMS 4  | INDY 1  | DET 7   | ROA 2  | MDO 6  | TOR 5  | IOW 8  | IOW 6  | IMS 11 | NSH 14 | GTW 7  | POR 11 | LAG 9  |        | 6位    | 506      |
| 2023年 | チップ・ガナッシ・レーシング                       | ダラーラ・DW12 | ホンダ   | STP 1  | TXS 8   | LBH 3  | ALA 10 | IMS 8  | INDY 2  | DET 9   | ROA 6  | MDO 27 | TOR 11 | IOW 4  | IOW 9  | NSH 7  | IMS 10 | GTW 10 | POR 7  | LAG 15 |        | 6位    | 438      |
| 2024年 | アンドレッティ・グローバル                         | ダラーラ・DW12 | ホンダ   | STP 23 | THE DNQ | LBH 5  | ALA 18 | IMS 16 | INDY 33 | DET 2   | ROA 9  | LAG 10 | MDO 5  | IOW 9  | IOW 23 | TOR 18 | GTW 24 | POR 6  | MIL 27 | MIL 5  | NSH 25 | 15位   | 297      |

- 太字はポールポジション、斜字はファステストラップ。(key)

#### インディ500
| 年     | シャシー       | エンジン | スタート | フィニッシュ | チーム                                             |
| ------ | -------------- | -------- | -------- | ------------ | -------------------------------------------------- |
| 2019年 | ダラーラ・DW12 | ホンダ   | 13       | 23           | アロー・シュミット・ピーターソン・モータースポーツ |
| 2020年 | ダラーラ・DW12 | ホンダ   | 11       | 32           | チップ・ガナッシ・レーシング                       |
| 2021年 | ダラーラ・DW12 | ホンダ   | 9        | 11           | チップ・ガナッシ・レーシング                       |
| 2022年 | ダラーラ・DW12 | ホンダ   | 5        | 1            | チップ・ガナッシ・レーシング                       |
| 2023年 | ダラーラ・DW12 | ホンダ   | 10       | 2            | チップ・ガナッシ・レーシング                       |
| 2024年 | ダラーラ・DW12 | ホンダ   | 32       | 33           | アンドレッティ・グローバル                         |

### ウェザーテック・スポーツカー選手権
| 年     | チーム                                               | 使用車両              | エンジン                      | クラス | 1     | 2   | 3   | 4   | 5   | 6   | 7   | 8   | 9   | 10  | 順位 | ポイント |
| ------ | ---------------------------------------------------- | --------------------- | ----------------------------- | ------ | ----- | --- | --- | --- | --- | --- | --- | --- | --- | --- | ---- | -------- |
| 2022年 | キャデラック・レーシング                             | キャデラック・DPi-V.R | キャデラック LT1 5.5 L V8     | DPi    | DAY 6 | SEB | LBH | LGA | MDO | DET | WGL | CTM | ELK | PET | 23位 | 275      |
| 2024年 | ウェイン・テイラー・レーシング ウィズ アンドレッティ | アキュラ・ARX-06      | アキュラ・AR24e 2.4L V6 Turbo | GTP    | DAY 9 | SEB | LBH | LGA | DET | WGL | ELK | IMS | PET |     | 33位 | 245      |